# Tadeusz Ziętara
Tadeusz Ziętara (ur. 4 lipca 1931 w Dębicy, zm. 20 stycznia 2011 w Krakowie) – polski geograf, badacz procesów geomorfologicznych, rektor Wyższej Szkoły Pedagogicznej w Krakowie w latach 1980–1981.

## Życiorys
Trzyletnie studia wyższe ukończył w 1953 w Wyższej Szkole Pedagogicznej w Krakowie. Następnie studiował geomorfologię na Uniwersytecie Jagiellońskim. Doktoryzował się w Instytucie Geografii UJ w 1964 r. W 1967 r. został docentem – stanowisko to uzyskał w Zakładzie Geografii Fizycznej WSP. W latach 1953–2000 pracował na WSP. W tym czasie odbywał liczne wyprawy naukowe, m.in. w Alpy Julijskie, w góry Kaukazu i  Ałtaju czy na pustynię Gobi.
Był członkiem wielu stowarzyszeń naukowych i społecznych, m.in. Stowarzyszenia Geomorfologów Polskich, Polskiego Towarzystwa Geograficznego czy Komitetu Zagospodarowania Ziem Górskich PAN. Współpracował naukowo m.in. z ministerialnym Komitetem Zagrożeń Klęskami Żywiołowymi, służąc swoją wiedzą z zakresu geomorfologii i zagrożeń przyrodniczych. Badał zjawiska osuwisk na terenach przekształconych przez człowieka, zwłaszcza w rejonach wodnych zbiorników karpackich. W latach 1969–1980 był prorektorem WSP, a w latach 1980–1981 rektorem tejże uczelni.
Należał do Polskiej Zjednoczonej Partii Robotniczej. Pełnił m.in. funkcję I sekretarza OOP Wydziału Biologiczno-Geograficznego oraz członka i sekretarza Komitetu Uczelnianego PZPR w WSP.
Pochowany został na cmentarzu Rakowickim (kwatera: CA-płn-grobowiec Żaków).

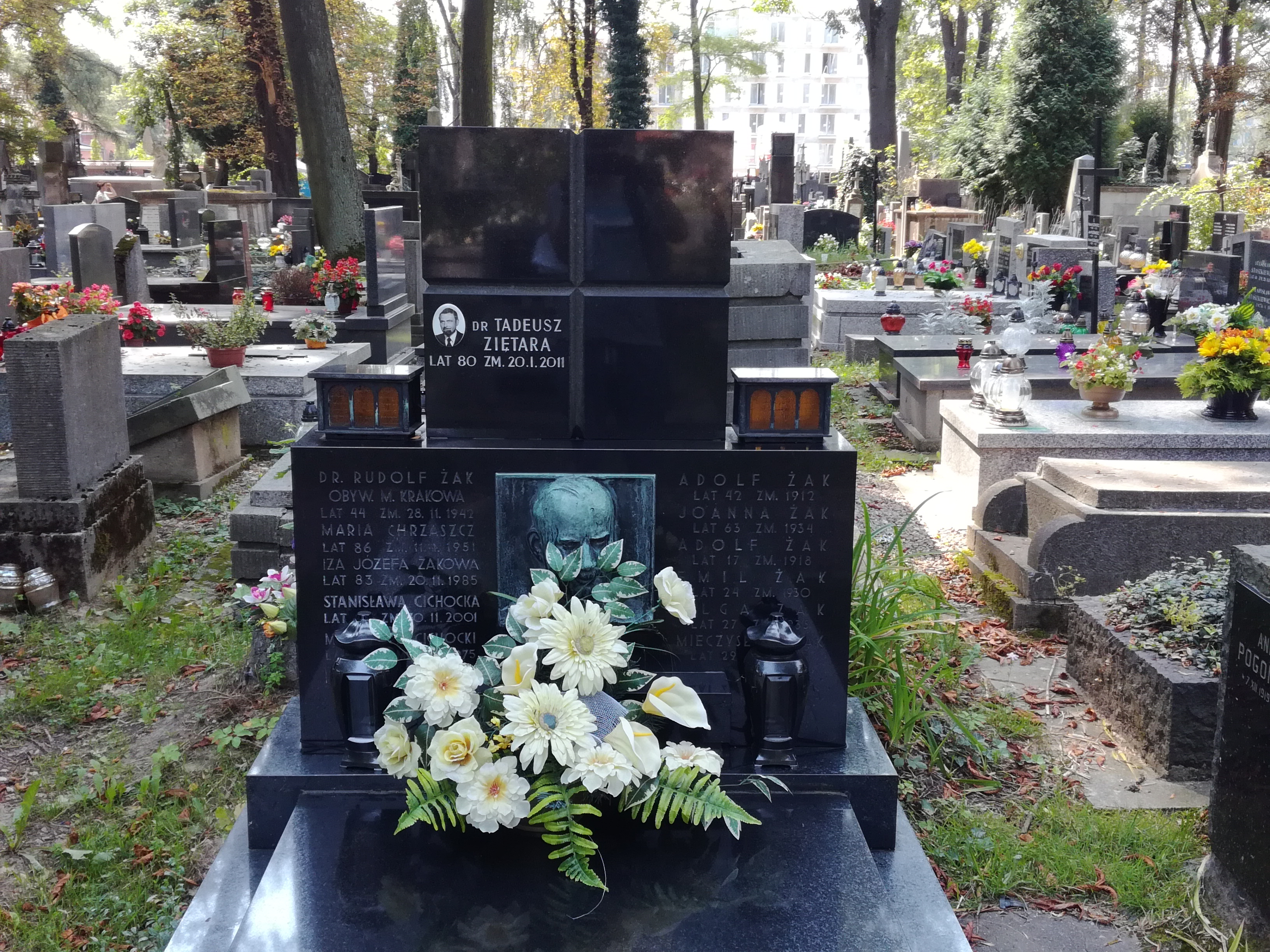
Grób Tadeusza Ziętary na cmentarzu Rakowickim

## Wybrane publikacje
- Krajobraz Ziemi Żywieckiej, WSiP 1976.
- Przyroda Żywieckiego Parku Krajobrazowego, praca zbiorowa, Colgraf-Press 1998.

## Ordery i odznaczenia
- Krzyż Kawalerski Orderu Odrodzenia Polski
- Złoty Krzyż Zasługi (1969)[7]
- Medal Komisji Edukacji Narodowej
- Krzyż „Za Zasługi dla ZHP”
- Złota Odznaka „Zasłużony dla Ziemi Krakowskiej”
- Złota Odznaka „Zasłużony dla Ziemi Żywieckiej”[8]